# Bon Voyage (film, 1944)
Pour les articles homonymes, voir Bon voyage.
 (juillet 2025).
Pour plus de détails, voir Fiche technique et Distribution.
Bon Voyage est un court-métrage de propagande britannique réalisé par Alfred Hitchcock et sorti en 1944.

## Synopsis
Le film commence dans un bureau des services de renseignements français à Londres. Un officier, du deuxième bureau, assisté de son homologue anglais, interroge John Dougall, sergent de la RAF qui s'est enfui d'Allemagne en compagnie d'un autre détenu, sur les conditions de son arrivée dans la capitale britannique. John Dougall s'exécute de bonne grâce.
À Reims, Stéphane, le codétenu avec lequel il s'était évadé, alors qu'il tentait de prendre contact avec un réseau de résistants, est repéré par un homme de la milice. Il réussit à abattre l'individu et à rejoindre John Dougall qui l'attend à l'entrée de la ville. Après une brève discussion, les deux hommes décident de revenir sur place afin de faire disparaître le corps. Mais la résistance est passée avant eux.
Finalement, les deux résistants qui se sont chargés du mort leur fournissent des indications qui les conduisent jusqu'à une ferme d'où John Dougall s'envole pour l'Angleterre.
Dans la deuxième partie du film, l'officier révèle à John Dougall que les événements ne se sont pas déroulés comme il le croit, que sous l’apparente réalité s'en cache une autre ! En fait Stéphane est un agent de la Gestapo et s'il a abattu un membre de la milice ce n'est que dans le but d'attirer l'attention de la résistance. Ainsi la Gestapo a pu infiltrer le réseau de combattants et le démanteler.
Si John Dougall a pu regagner Londres ce n'est pas parce qu'il n'y avait qu'une place dans l'avion mais parce que Stéphane ne pouvait pas quitter la France et parce qu'il voulait utiliser John Dougall comme messager.

## Fiche technique
- Titre original : Bon Voyage
- Titre français : Bon Voyage
- Réalisation : Alfred Hitchcock
- Scénario : J. O. C. Orton, Angus MacPhail, d'après un sujet original de Arthur Calder-Marshall.
- Décors : Charles Gilbert
- Photographie : Günther Krampf
- Production : British Ministry of Information
- Pays d'origine : Royaume-Uni
- Format : Noir et blanc
- Genre : Propagande, Thriller
- Durée : 26 minutes
- Dates de sortie : 1944 (Royaume-Uni)

## Distribution
- John Blythe
- The Moliere Players (troupe d'acteurs français réfugiés en Angleterre)

## Production
Le court-métrage est avec Aventure malgache l'un des deux films de propagande d'Alfred Hitchcock. Il est produit par le ministère de l'Information britannique dans le but de soutenir la Résistance intérieure française.